# Juan Fuentes (Fußballspieler)
Juan Eduardo Fuentes Jiménez (* 21. März 1995 in Rancagua) ist ein chilenischer Fußballspieler. Der Innenverteidiger gewann drei chilenische Meisterschaften.

## Karriere
Juan Fuentes begann 2013 seine Profikarriere beim CD O’Higgins, wo er bereits in der Jugend gespielt hatte. Er stand bis 2019 beim Team aus Rancagua unter Vertrag und feierte in der Apertura 2013/14 den ersten Meistertitel des Klubs in dessen Historie. Im Jahr 2019 wechselte der Defensivakteur zu Estudiantes nach Argentinien, kehrte aber im November 2020 per Leihe nach Chile zurück. Er lief für Universidad Católica auf, das die vereinbarte Kaufoption nicht zog, woraufhin er 2022 zu O’Higgins zurückkehrte. Im Januar 2025 gab Fuentes seinen Wechsel zu Deportes La Serena bekannt.

## Erfolge
O’Higgins
- Chilenischer Meister: 2013/14-A
- Chilenischer Supercup-Sieger: 2014

Universidad Católica
- Chilenischer Meister: 2020, 2021
- Chilenischer Supercup-Sieger: 2020

## Sonstiges
Sein Zwillingsbruder Luis ist ebenfalls Profifußballspieler.